# Championnat d'Islande de football 1951
Navigation
Saison précédente Saison suivante
La saison 1951 du Championnat d'Islande de football était la 40e édition de la première division islandaise.
C'est l'IA Akranes qui remporte pour la première fois de son histoire le championnat.

## Les 5 clubs participants
- KR Reykjavik
- Fram Reykjavik
- Valur Reykjavik
- Vikingur Reykjavik
- IA Akranes

## Compétition

### Classement
Le barème de points servant à établir le classement se décompose ainsi :
- Victoire : 2 points
- Match nul : 1 point
- Défaite : 0 point

| Rang | Équipe             | Pts | J | G | N | P | Bp | Bc | Diff |
| ---- | ------------------ | --- | - | - | - | - | -- | -- | ---- |
| 1    | IA Akranes         | 6   | 4 | 2 | 2 | 0 | 12 | 8  | +4   |
| 2    | Valur Reykjavik    | 4   | 4 | 2 | 0 | 2 | 9  | 6  | +3   |
| 3    | KR Reykjavik T     | 4   | 4 | 2 | 0 | 2 | 8  | 8  | 0    |
| 4    | Vikingur Reykjavik | 3   | 4 | 1 | 1 | 2 | 7  | 6  | +1   |
| 5    | Fram Reykjavik     | 3   | 4 | 1 | 1 | 2 | 5  | 13 | -8   |

|  | Champion d'Islande 1951 |

### Matchs
Tous les matchs se sont disputés au stade de Melavöllur à Reykjavik.
| Résultats (▼dom., ►ext.)                                   | Fra | KR  | Val | Vik | Akr |
| Fram Reykjavik                                             |     | 2-1 | 1-6 | 0-4 | 2-2 |
| KR Reykjavik                                               |     |     | 2-0 | 3-1 | 2-5 |
| Valur Reykjavík                                            |     |     |     | 1-0 | 2-3 |
| Vikingur Reykjavik                                         |     |     |     |     | 2-2 |
| IA Akranes                                                 |     |     |     |     |     |
| - Victoire à domicile - Match nul - Victoire à l'extérieur |     |     |     |     |     |

## Bilan de la saison
| Tableau d'Honneur                 |            |
| Compétition                       | Vainqueur  |
| Championnat d'Islande de football | IA Akranes |